# Petrești (Satu Mare)
Petreşti (in ungherese Mezőpetri, in tedesco Petrifeld) è un comune della Romania di 1 595 abitanti, ubicato nel distretto di Satu Mare, nella regione storica della Transilvania. 
Il comune è formato dall'unione di 2 villaggi: Dindeștiu Mic, Petrești.